# Třída Barracuda (1924)
Třída Barracuda byla třída oceánských diesel-elektrických ponorek námořnictva Spojených států amerických. Byly to první americké ponorky z doby mezi světovými válkami. Vyznačovaly se velkou rychlostí a dosahem. Celkem byly postaveny tři jednotky této třídy. Ve službě byly v letech 1924–1945. Za druhé světové války sloužily jako cvičné, zvažovaná přestavba na transportní ponorky se neuskutečnila. Všechny byly vyřazeny.

## Stavba
Celkem byly v letech 1921–1926 postaveny tři jednotky této třídy. Postavila je loděnice Portsmouth Naval Shipyard v Kittery ve státě Maine.
Jednotky třídy Barracuda:
| Jméno                  | Loděnice                  | Založení kýlu | Spuštěna          | Vstup do služby | Osud                                                                                |
| ---------------------- | ------------------------- | ------------- | ----------------- | --------------- | ----------------------------------------------------------------------------------- |
| USS Barracuda (SS-163) | Portsmouth Naval Shipyard | 1921          | 17. července 1924 | 1. října 1924   | Do roku 1931 pojmenována USS V1 (SF-4), vyřazena 1945.                              |
| USS Bass (SS-164)      | Portsmouth Naval Shipyard | 1921          | 27. prosince 1924 | 26. září 1925   | Do roku 1931 pojmenována USS V2 (SF-5), roku 1942 poškozena požárem, vyřazena 1945. |
| USS Bonita (SS-165)    | Portsmouth Naval Shipyard | 1921          | 9. června 1925    | 22. května 1926 | Do roku 1931 pojmenována USS V3 (SF-6), vyřazena 1945.                              |

## Konstrukce

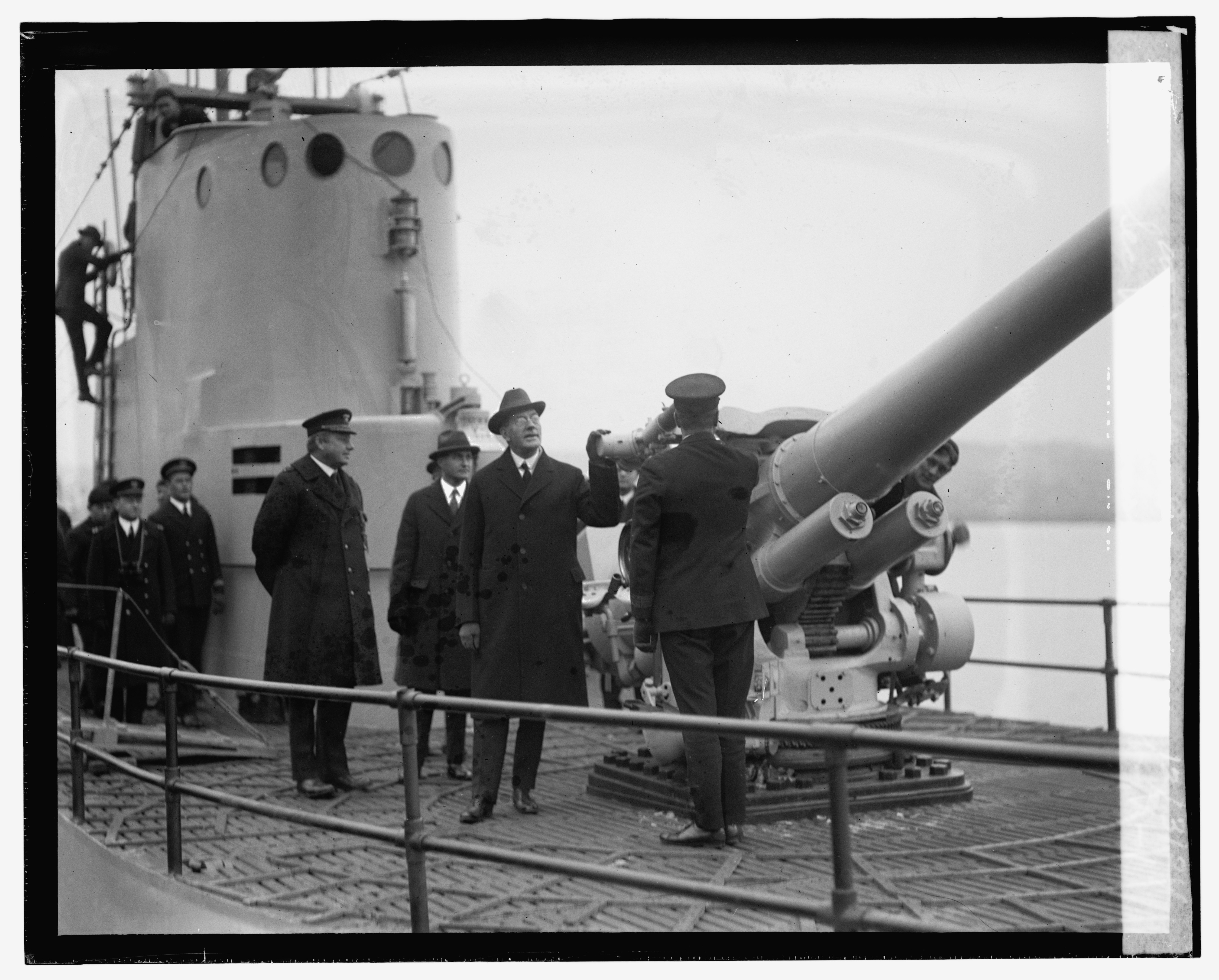
USS Barracuda (SS-163)

Ponorky měly dvoutrupou konstrukci. Byly vyzbrojeny jedním 127mm kanónem a šesti 533mm torpédomety (čtyři na přídi a dva na zádi). Mohly naložit až 12 torpéd. Pohonný systém tvořily dva diesely Sulzer o výkonu 6200 hp a dva elektromotory Sulzer o výkonu 2400 hp. Nejvyšší rychlost na hladině dosahovala 18,7 uzlu a pod hladinou 9 uzlů. Dosah byl 12 000 námořních mil při rychlosti 11 uzlů na hladině a 10 námořních mil při rychlosti 8 uzlů pod hladinou. Operační hloubka ponoru byla až 60 metrů.

### Modernizace
Roku 1928 byly přezbrojeny novým 76,2mm kanónem. Roku 1940 dostaly výkonnější diesely MAN. Roku 1943 jej nahradily dva 20mm kanóny.